# Rheumaptera radiata
Rheumaptera radiata är en fjärilsart som beskrevs av Lange 1925. Rheumaptera radiata ingår i släktet Rheumaptera och familjen mätare. Inga underarter finns listade.